# 문상윤
문상윤(한국 한자: 文相閏, 1991년 1월 9일 ~ )은 대한민국의 축구 선수로, 포지션은 측면과 중앙을 모두 소화하는 미드필더이다. 현재 K리그2 충북 청주 FC의 소속이다.

## 유소년 경력
밀성초등학교, 원삼중학교를 거쳤고 신갈고등학교 2학년 재학 중 인천 유나이티드 산하 U-18세 팀인 인천대건고등학교로 옮긴 후 졸업하였다. 이후 프로로 입단하지 않고 아주대학교로 진학하였는데, 입단 후 춘계 1, 2학년 전국대학축구대회에서 팀의 우승을 이끌면서 자신도 최우수 선수에 뽑히는 활약을 보였다. 이후 1년차임에도 불구하고 아주대학교의 3톱 중 한 자리를 꿰차며 좋은 활약을 보여주었다. 아주대학교에서도 전국대학축구대회에서 우승을 차지하는데 큰 공헌을 하였다.

## 클럽 경력
2012년 신인 드래프트를 통해 인천 유나이티드에 입단하였다. 3월 11일 수원과의 홈경기(0:2, 수원 승)에서 데뷔하였다.
그 후, 2015 시즌을 앞두고 전북 현대로 이적하였다. 부상으로 별다른 기회를 못잡다가 시즌 종료후 제주 유나이티드로 이적하였다.
2018년 2월 K리그2 성남 FC로 이적하였다.
2020시즌을 앞두고 서울 이랜드 FC에 입단했다. 2021시즌을 마치고 계약 만료로 팀을 떠나게 되었다.
2022시즌을 앞두고 광주 FC에 입단했다.

## 국가대표팀 경력
2011년 대한민국 U-20 축구 국가대표팀으로 차출되어 U-20 월드컵에서 스페인을 상대로 한 16강전에서 선발 출장하여 좋은 활약을 보였다. 이후 올림픽 대표팀에 잠시 선발되기도 하였다.
2014년 8월 14일 발표된 2014 아시안 게임에 출전하는 U-23 대표팀 최종 엔트리에 이름을 올렸다.